# Казино «Руаяль» (роман)
«Казино „Руаяль“» або «Казино Рояль» (англ. Casino Royale) — перший роман Яна Флемінга про пригоди британського агента Джеймса Бонда. Виданий 1953 року.

## Сюжет
М, голова Британської секретної служби, доручає агенту 007 Джеймсу Бонду довести до банкрутства Ле Шиффра, скарбника французької профспілки, контрольованої СМЕРШ. Ле Шиффр отримав від СРСР великі гроші на підривну діяльність, але розтратив їх на створення мережі борделів, які були закриті через новий закон. Щоб уникнути покарання від СМЕРШу, Ле Шиффр сподівається виграти 50 млн франків у казино «Руаяль».
Бонд приймає роль багатого ямайського плейбоя, а М також призначає йому компаньйонку Веспер Лінд. ЦРУ та французьке бюро Deuxième також надсилають своїх агентів як спостерігачів. Бонд повинен обіграти Ле Шиффра в азартні ігри в казино «Руаяль».
Французький шпигун Рене Матіс попереджає Бонда про мікрофон, встановлений у його готельному номері. Гра в казино незабаром перетворюється на запекле протистояння між Ле Шиффром та Бондом. Спершу Бонду щастить, але далі Ле Шиффр виграє і Бонд втрачає всі кошти. Поки Бонд обмірковує можливість повідомити про свою невдачу М, агент ЦРУ Фелікс Лейтер дає йому конверт з грошима та записку: «Допомога Маршалла. 32 млн франків. З повагою від США». Гра триває, незважаючи на спроби одного з помічників Ле Шиффра вбити Бонда. Зрештою, Бонд виграє, забираючи у Ле Шиффра 80 млн франків.
Відчайдушно намагаючись повернути гроші, Ле Шиффр викрадає Лінд і заманює Бонда в пастку. Він катує Бонда, погрожуючи каструвати його, якщо Бонд не поверне гроші. Але втручається агент СМЕРШ, який убиває Ле Шиффра як покарання за втрату грошей. Агент лишає Бонда живим, але тільки тому, що не має наказу на його вбивство. Натомість агент вирізає на руці Бонда літеру «Ш» («шпион»), що його могли впізнати інші агенти.
Лінд відвідує Бонда щодня, поки той одужує в лікарні, і він поступово розуміє, що кохає її; він навіть думає про те, щоб залишити Секретну службу й оселитися з нею. Коли його виписують з лікарні, вони проводять час разом у тихому гостьовому будинку і зрештою стають коханцями.
Одного разу вони бачать таємничого чоловіка на ім'я Геттлер, який стежить за їхніми пересуваннями, що дуже засмучує Лінд. Наступного ранку Бонд дізнається, що вона покінчила життя самогубством. Передсмертна записка розкриває, що Лінд працювала подвійним агентом на радянське Міністерство внутрішніх справ. СМЕРШ викрали її коханого, пілота Королівських ВПС Польщі, щоб шантажувати її та змусити підірвати місію Бонда. Вона намагалася почати нове життя з Бондом, але побачивши Геттлера — агента СМЕРШ — зрозуміла, що ніколи не звільниться від контролю радянських спецслужб. Бонд повідомляє у Британську королівську службу: «Сука тепер мертва».

## Персонажі
- Джеймс Бонд / Агент 007 — головний герой
- Ле Шиффр / радянський шпигун, скарбничий «Союзу ельзаських робітників».
- Веспер Лінд / дівчина Бонда
- Рене Матіс / співробітник Другого Бюро, зв'язковий Бонда.
- Фелікс Лейтер / агент ЦРУ
- М / начальник Бонда

## Екранізації
- «Казино „Рояль“» — 1954 — Бонда грає Баррі Нельсон
- «Казино „Рояль“» — 1967 — Бонда грає Девід Найвен
- «Казино „Рояль“» — 2006 — Бонда грає Деніел Крейг

## Українські переклади
- Ієн Флемінг, Казино «Руаяль». Переклад з англійської: Алекс Антомонов. Тернопіль: НК-Богдан. 2018. 200 стор. ISBN 978-966-10-5502-4